# 小行星9774
小行星9774（9774 Annjudge）是一颗绕太阳运转的小行星，为主小行星带小行星。该小行星于1993年7月12日发现。

## 轨道参数
小行星9774的轨道半长轴为2.5336770 UA，离心率为0.125。